# Portal E-Democracia
O Portal e-Democracia, desenvolvido pela Câmara dos Deputados do Brasil, visa incentivar a participação da sociedade no debate de temas importantes para o país, por meio da internet. Acredita-se que o envolvimento dos cidadãos na discussão de novas propostas de lei contribui para a formulação de políticas públicas mais realistas e implantáveis.
O Portal é dividido em dois grandes espaços de participação: as Comunidades Legislativas e o Espaço Livre. No primeiro, é possível participar de debates de temas específicos, normalmente, relacionados a projetos de lei já existentes. Essas Comunidades oferecem diferentes instrumentos de participação e, ainda, orientações quanto ao andamento da matéria no Congresso Nacional. Já no Espaço Livre, a população pode definir um tema para debate e iniciar a discussão.
As discussões do Portal E-Democracia são acompanhadas pelos parlamentares envolvidos com a matéria, considerando-as para auxiliar suas decisões.

## Histórico
Atualmente se verificam inúmeras experiências, mundo afora, de uso de instrumentos diversos de tecnologia de informação e comunicação (TIC) voltados à participação popular que, de alguma forma, pretendem estimular, facilitar, organizar e viabilizar o acesso do cidadão às matérias de interesse público tratadas no âmbito do Estado.
No Brasil, a Câmara dos Deputados desenvolveu o Programa de Democracia Eletrônica, resultado de uma série de pesquisas encampadas pelo Observatório de Práticas Legislativas Internacionais.
As experiências de TIC aplicadas à democracia são muito variadas e possuem também diferentes objetivos, mas as principais tendem a estar relacionadas a seis pontos básicos: a) mobilização eleitoral; b) relação entre sociedade e partido político; c) democracia direta; d) relação entre sociedade e governo; e) monitoramento social e f) relação entre sociedade e poder legislativo. O Programa Democracia Eletrônica objetiva atuar nesse último item, ou seja, a interação entre o cidadão e a Câmara.
Dentre as ações do Programa, em junho de 2009, foi lançado o Portal e-Democracia, em fase experimental. O Portal vem sendo utilizado pela sociedade e pelos deputados federais com vistas ao fortalecimento da democracia brasileira.
O Senado Federal também criou, em 2012, sua ferramenta de participação popular, chamada Portal e-Cidadania, com objetivo semelhante ao e-Democracia, mas diferente na forma.

## Formas de participação

### Fóruns
As discussões acontecem, principalmente, em fóruns - principal área de interação entre os membros das Comunidades Temáticas - nos quais o tema é dividido em questões específicas para facilitar o debate.

### Bate-papos
São organizados bate-papos em tempo real entre os membros das Comunidades e os deputados envolvidos com o tema.

### Wikilegis
Ferramenta em que há a possibilidade de se propor alterações nos projetos de lei em discussão ou de se construir um novo texto.

### Biblioteca virtual
As Comunidades Legislativas contam com uma biblioteca em que são armazenados documentos digitais relacionados a seu tema. Nesse espaço é possível acessar estudos e artigos científicos, bem como conhecer a legislação existente e outras propostas que tratam do assunto em discussão.

## Comunidades legislativas ativas

### Código de Processo Civil
Comunidade criada para debater com segmentos interessados da sociedade o Projeto do novo Código de Processo Civil no âmbito da Câmara dos Deputados.

### Voz da criança e do adolescente
Comunidade criada para promoção de discussões sobre os direitos humanos da criança e do adolescente e acompanhamento, fiscalização e implementação do Estatuto da Criança e do Adolescente (ECA).

### Combate ao trabalho escravo
Comunidade criada com o objetivo de retomar o debate da Proposta de Emenda Constitucional 438/2001 contra o Trabalho Escravo.

## Comunidades legislativas encerradas
- Política sobre Drogas
- Catástrofes Climáticas
- Segurança na Internet
- Sistema Único de Saúde
- Juventude e Cultura
- Obrigatoriedade do Diploma de Jornalista
- Estatuto da Juventude
- Lan House
- Política Espacial Brasileira
- Mudança do Clima